# Suzanne Noël
Pour les articles homonymes, voir Noël (homonymie).
Suzanne Noël, née Suzanne Blanche Marguerite Gros le 19 janvier 1878 à Laon (Aisne) et morte le 11 novembre 1954 à Paris, est une docteure en médecine, spécialisée en chirurgie esthétique et pionnière dans ce domaine. Elle est aussi connue pour avoir créé, en 1924, la section française du club service Soroptimist International, mouvement interprofessionnel féminin créé aux États-Unis en 1921, et avoir par la suite fondé d'autres sections un peu partout en Europe et en Asie.

## Biographie
Suzanne Gros naît en 1878 à Laon dans l'Aisne, dans une famille bourgeoise. Après son mariage, à 19 ans, avec le dermatologue Henri Pertat, elle déménage en 1897 au 107 avenue de Villiers (17e arrondissement de Paris), ville où elle entame en 1905 des études de médecine avec le soutien de son mari, à une époque où les femmes sont très rares dans ce domaine. 
En 1908, elle est nommée externe des hôpitaux de Paris dans le service du professeur Morestin, pionnier de la chirurgie maxillofaciale, puis prolonge cette expérience en entrant en 1909 dans le service de dermatologie du professeur Brocq à l'hôpital Saint-Louis. Reçue 4e à l’internat en 1912, 4e à l'écrit et 1re à l'oral, elle approfondit ses connaissances dans le domaine de la chirurgie maxillofaciale ; elle est notamment amenée à soigner la comédienne Sarah Bernhardt à la suite d’un lifting pratiqué aux États-Unis ayant abouti à un demi-échec,. 
Suzanne Noël soutient une thèse de doctorat sur l'Extension réflexe du gros orteil (l’hallux, du latin Hallus) d’origine périphérique à Paris en 1925. 

### Première Guerre mondiale
À l'entrée de la guerre en 1914, sans avoir pu soutenir sa thèse de doctorat, comme tous les internes, Suzanne Pertat est autorisée à exercer la médecine en ville. En 1916, elle se forme aux techniques de la chirurgie réparatrice et correctrice. Et à partir de là, dans des conditions extrêmement précaires, elle participe à l'effort de guerre en opérant les « gueules cassées », les blessés de la face.  
Son premier mari, le docteur Henri Pertat (1869-1918) meurt durant la Première Guerre mondiale.

### Entre-deux-guerres
En octobre 1919, dans le 6e arrondissement de Paris, elle épouse le docteur André Noël, qu'elle avait connu et aimé pendant ses études. En janvier 1922, la grippe espagnole emporte sa fille unique, Jacqueline. En août 1924, André Noël, éprouvé par la perte de leur fille, se suicide en sautant dans la Seine.
La chirurgie esthétique occupe dès lors une place fondamentale dans sa vie : elle soutient sa thèse en 1925 et étend ses activités de chirurgie, jusque-là confinées au visage, aux autres parties du corps (remodelage des seins, des fesses, des cuisses, dégraissage de l'abdomen et des jambes), ce qui l'amène à inventer des techniques (dégraissage par aspiration) et des instruments (craniomètre, gabarits) encore utilisés aujourd'hui[réf. souhaitée].
Impliquée dans la cause des femmes, elle organise en 1923 une manifestation pour appeler les femmes qui travaillent à ne pas payer d'impôts puisque l'État ne leur reconnaît aucun droit. Elle est alors contactée par deux femmes américaines fondatrices d'un club féminin : les Soroptimist. L'idée d'une union féminine professionnelle lui plaît. En 1924, elle fonde le 1er club Soroptimist français à Paris (et en 1930, sa fédération européenne) qui défend les droits des femmes. Elle fonde successivement les clubs Soroptimist de La Haye, Amsterdam, Vienne, Berlin, Anvers, Genève, les clubs baltes, ceux d'Oslo, Budapest, et même ceux de Pékin et Tokyo[réf. souhaitée].
Parallèlement, elle se consacre à la chirurgie. Elle contribue à développer des techniques de reconstruction qui pourront s'appliquer à des cas de mutilations sévères, puis à la réduction d'anomalies physiques[réf. souhaitée].
Ses consultations ont lieu dans son appartement au 31 rue Marbeuf (8e arrondissement de Paris), à compter de 1919, puis en 1938 de l'avenue Charles-Floquet (7e arrondissement de Paris) ou à la clinique des Bleuets, où elle reçoit des femmes d'affaires, des enseignantes, des artistes mais aussi des petites employées, opérant parfois gratuitement pour les plus pauvres. Elle appelle « légers lissages » les liftings, qu'elle réalise sans hospitalisation ni cicatrices visibles, avec des opérations qui ont lieu à quelques mois d'intervalle. Avec son confrère Raymond Passot, qui réalise entre 1920 et 1930 2 500 liftings sur des femmes d'un haut niveau social, elle fait partie des médecins qui ont permis la légitimation de la chirurgie esthétique en France, jusque-là dépréciée.
En 1928, elle reçoit la Légion d'honneur et la reconnaissance de la nation, pour sa contribution à la notoriété scientifique de la France sur la scène internationale[réf. souhaitée].
Au printemps 1936, elle est opérée de la cataracte et réalise qu'elle ne peut plus exercer au même rythme qu'avant. Elle va alors se consacrer au club Soroptimist, voyageant à travers le monde pour ouvrir de nouvelles antennes.

### Seconde Guerre mondiale

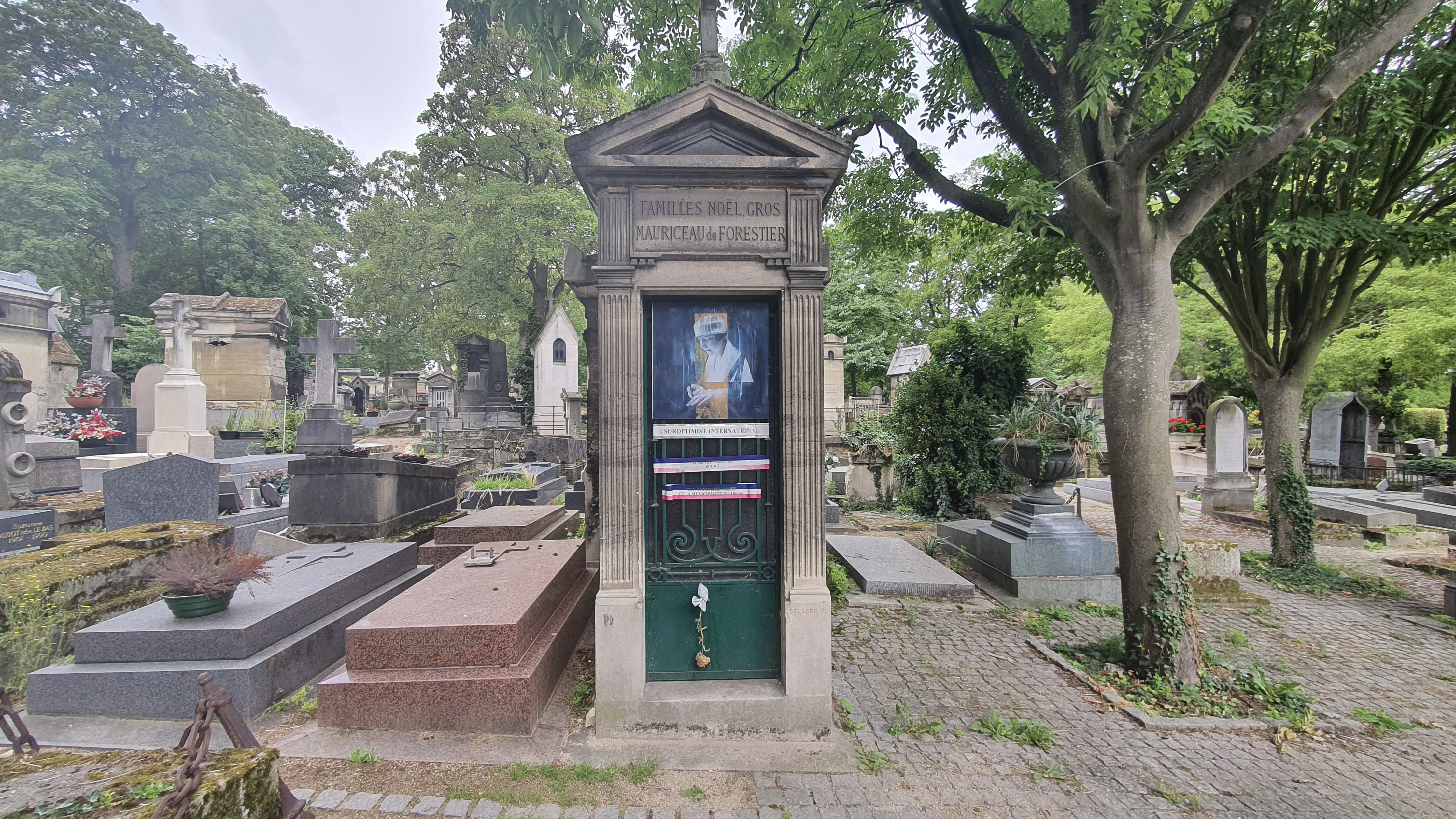
Tombe de Suzanne Noël au cimetière de Montmartre (division 22).

Pendant la Seconde Guerre mondiale, elle modifie les visages de résistants ou de juifs recherchés par la Gestapo. À la Libération, elle intervient pour effacer les séquelles physiques de déportés des camps de concentration nazis.
L'apport technique de Suzanne Noël est particulièrement innovant. Dans les années 1926 à 1936 principalement, elle se rend dans de nombreux pays pour promouvoir ses idées, devenant une ambassadrice de la chirurgie plastique et du féminisme à travers le monde. Lors de ses conférences largement suivies, elle sait partager son savoir et sa volonté d'émancipation des femmes. À ce titre, elle a fait beaucoup d'émules, aussi bien sur des sujets techniques (chirurgie plastique) que féministes.
Elle meurt à son domicile parisien du 36 avenue Charles-Floquet (7e arrondissement) le 11 novembre 1954, à 76 ans. Une plaque commémorative y a été apposée en septembre 2018. Elle est inhumée avec ses proches, Jacqueline (1908-1922) et le docteur André Noël (1885-1924), au cimetière de Montmartre.

## Travaux

### Chirurgie esthétique
Pionnière avec Raymond Passot de la chirurgie esthétique et réparatrice, Suzanne Noël a marqué l'histoire des sciences comme étant la première femme à exceller dans ce domaine.

### Défense du droit des femmes
Le Soroptimist français est un club défendant les droits des femmes, fondé en 1924 à Paris par Suzanne Noël. Elle a consacré une grande partie de sa vie à faire respecter les droits humains, la reconnaissance des droits des femmes et la protection des jeunes filles. Les chartes des nouveaux clubs Soroptimist sont remises au nom de Suzanne Noël et une bourse portant son nom est instituée pour aider une femme médecin à se spécialiser en chirurgie plastique.

### Publications
- « La douche filiforme », Annales de dermatologie et de syphiligraphie, Paris, vol. n°5,‎ mai 1921.
- Desaux A., « La douche filiforme en dermatologie », Revue scientifique, Travail du service de M. le Docteur Brocq, Masson et Cie Editeurs,‎ 1921, p. 221-228
- Suzanne Noël, La chirurgie esthétique : son rôle social, Paris, Paris : Masson et Cie, Éditeurs, avril 1926, 82 p. (lire en ligne), chap. 1 (« « Rôle social de la chirurgie esthétique» »), p. 09-1465 figures illustrations & 7 planches photos « d’avant, après » de patient(e)s - , BMD-VP, cote : 618 NOE
- « Résultats thérapeutiques de la douche filiforme », Communication au 3e congrès des dermatologistes et syphiligraphe de langue française ; Bruxelles, 25,26,27,28 juillet 1926. (BMD-VP)
- « La chirurgie esthétique I », in Le Concours Médical N°20, 11 pages - pp. 1454-1464, 13 mai 1928[12].
- « La chirurgie esthétique », extrait du Bulletin Médical mai/juin 1928, N°27 – 17089, 14 pages, Paris, Imprimerie Polyglotte, 6 rue Martel, Paris 10e. (BMD-Ville de Paris, in 618 NOE Broc). Suzanne Noël : « La chirurgie esthétique est passée de l’état de chrysalide à celui de papillon »
- « La chirurgie esthétique II », in Le Concours Médical N°25, 8 pages - pp. 1812-1819, 17 juin 1928[13].
- Avec M. le Dr Lopez-Martinez (de Buenos-Aires), son élève, « La chirurgie esthétique III : Nouveaux procédés chirurgicaux de correction du prolapsus mammaire », in Le Concours Médical N°41, 11 pages – pp. 2821-2831, 7 octobre 1928[14].
- Avec M. le Dr Lopez-Martinez (de Buenos-Aires), son élève,, « La chirurgie esthétique. Nouveaux procédés de correction du prolapsus mammaire ». Archives Franco-Belges de chirurgie,1928 : 31,138.
- « La Douche filiforme : Ses appareils, ses installations pratiques, ses indications thérapeutiques », 15 pages, Extrait de La Clinique (Organe du patricien) Revue bimensuelle illustrée, 18 rue de Grenelle Paris 7e, janvier 1929. (BMD-VP).
- « Die ästhetische Chirurgie und ihre soziale Bedentung ». Noël Suzanne, Hardt A., Meirowsky Emil, Éditeur : Leipzig, Johaun Ambrosius Barth, 1932 (Ausg.). Traduction allemande de « La chirurgie esthétique son rôle social » d’avril 1926.
- « Réfection plastique du mamelon après nécrose survenue à la suite d’une opération esthétique des seins », Extrait du Bulletin Médical, N°39, 4 pages (7 octobre 1933). Bulletin Médical – Librairie Arnette, Paris. (BMD-VP)
- « Correction esthétique veineuse des mains », Le Bulletin Médical, 39 (14 octobre 1933).
- « La chirurgie esthétique », vers novembre 1933 (Extraits du « Concours médical » - 37, rue de Bellefond, Paris) Reprenant et complétant plusieurs de ses publications dans des bulletins médicaux de 1928 (articles sur la chirurgie esthétique du corps entier) à 1933, (N°20 du 13 mai 1928, N°25 du 17 juin 1928, N°41 du 7 octobre 1928, N°39 du 7 octobre 1933 avec actualisation), plus de 80 pages, ouvrage largement illustré par ses dessins (70 dessins dans le texte) et destiné au monde médical[15]
- « Rapport des opérations esthétiques des seins avec les glandes ovariennes et mammaires », Le Bulletin Médical, 40 (6 octobre 1934).

## Hommages
- En 2018, un timbre est édité par la Poste française à son effigie[16].
- Le 11 novembre 2018, la première statue en hommage à Suzanne Noël est inaugurée à Annecy, sur le site de l'ancien hôpital de la ville (avenue du Tresum)[17].
- Une allée de Paris porte son nom, entre le 11e arrondissement et le 20e arrondissement, sur le boulevard Ménilmontant ; une rue porte son nom à Mulhouse[18], à Périgueux[19], à La Rochelle, à Nancy, à Tarascon-sur-Ariège, à Toulouse, à Menton, à Foix et une impasse à Albi.
- Une fresque murale est réalisée à Béthune le 21 septembre 2019 à son effigie, par le graffeur Bertrand Parse, à l'initiative de la fondation Soroptimist de Béthune[20].
- En 2020, une bande dessinée (en 2 volumes) lui est consacrée : À mains nues, de Leïla Slimani et Clément Oubrerie (Les Arènes)  (ISBN 979-1037502643)[21].
- Un square porte son nom dans le quartier Martin-Martine à Cambrai.
- Une résidence universitaire porte son nom à Rouen, au 97 de la rue Cauchoise.
- Le 8 mars 2024 est inaugurée une statue à son effigie à Manosque. La sculpture est érigée par le club Soroptimist international de Haute-Provence. Elle est réalisée par les élèves du lycée des métiers Louis-Martin-Bret de Manosque[22].

#### Ouvrages
- Paula J. Martin, Suzanne Noël: cosmetic surgery, feminism and beauty in early twentieth-century France, Ashgate, coll. « The history of medicine in context », 2014 (ISBN 978-1-4724-1188-4).
- Leïla Slimani et Clément Oubrerie, À mains nues (Tome 1), Les Arènes, 2020, 104 p. (ISBN 978-1-03-750264-4, 979-1-037-50264-3 et 1-03-750264-7, ISSN 1953-910X) ; (Tome 2), Les Arènes, 2021, 90 p. (ISBN 979-10-375-0466-1).
- Xavier Riaud, Pionniers de la chirurgie maxillo-faciale (1914-1918), Paris, L'Harmattan, coll. « Médecine à travers les siècles », 2010, 136 p. (ISBN 978-2-296-11195-0 et 2-296-11195-5, ISSN 1953-910X, lire en ligne), p. 51-53

#### Articles
- Jeannine Jacquemin, « Suzanne Noël (1878-1954) : Pionnière de la chirurgie esthétique et du mouvement féminin Soroptimist », Revue d'Histoire des Sciences Médicales, vol. 22,‎ 1988, p. 21-28 (lire en ligne)
- Nicolas Guirimand, « De la réparation des « gueules cassées » à la « sculpture du visage » », Actes de la recherche en sciences sociales, nos 156-157,‎ janvier 2005, p. 72-87 (lire en ligne)
- Bibliothèque universitaire de l'Université de Picardie Jules Verne, « Suzanne Noël (1878-1954) Pionnière de la chirurgie esthétique et féministe » [PDF], sur bu.u-picardie.fr (consulté le 29 avril 2021)
- Vallet Marie-Claire, Prévot Marianne, Kymia, « Suzanne et nous, être au féminin », regards croisés sur le Docteur Suzanne Noël ; Edité par Soroptimist International – Club d’Annecy, comité de rédaction : Falletti Odile, Garlaschelli Evelyne, Hendrickx Wilfrida, Julien Nelly ; septembre 2021. 150 pages.